# Джанджакомо Маньяні
Джанджакомо Маньяні (італ. Giangiacomo Magnani; нар. 4 жовтня 1995, Корреджо) — італійський футболіст, центральний захисник клубу «Верона».

## Ігрова кар'єра
Народився 4 жовтня 1995 року в місті Корреджо. Вихованець юнацьких команд футбольних клубів «Корреджезе», «Реджяна» та «Падова».
У дорослому футболі дебютував 2014 року виступами за нижчолігову команду «Віртус Верона», а згодом у 2015—2018 роках грав на рівні третього італійського дивізіону за «Лумеццане» та «Сіракузу».
У січні 2018 року приєднався до друголігової «Перуджі», звідки за півроку перейшов до «Сассуоло», у складі якого дебютував в іграх Серії A. Другу половину 2019 року провів в оренді у «Брешія», у складі якої практично не грав.
Згодом ще півроку відіграв за «Сассуоло», після чого перейшов до іншого представника італійського елітного дивізіону, «Верони». Першу половину 2022 року провів в оренді в «Сампдорії», після декількох матчів за яку повернувся до «Верони».

## Статистика виступів

### Статистика клубних виступів
Станом на 28 лютого 2022
| Сезон                 | Команда               | Чемпіонат             | Чемпіонат | Чемпіонат | Національний кубок | Національний кубок | Національний кубок | Континентальні кубки | Континентальні кубки | Континентальні кубки | Інші змагання | Інші змагання | Інші змагання | Усього | Усього | Усього |
| Сезон                 | Команда               | Ліга                  | Ігор      | Голів     | Ліга               | Ігор               | Голів              | Ліга                 | Ігор                 | Голів                | Ліга          | Ігор          | Голів         | Ігор   | Голів  |        |
| --------------------- | --------------------- | --------------------- | --------- | --------- | ------------------ | ------------------ | ------------------ | -------------------- | -------------------- | -------------------- | ------------- | ------------- | ------------- | ------ | ------ | ------ |
| 2014–15               | «Віртус Верона»       | D                     | 27        | 2         | КІ-D               | 0                  | 0                  | -                    | -                    | -                    | -             | -             | -             | 27     | 2      |        |
| 2015–16               | «Лумеццане»           | ЛП                    | 10        | 0         | КІ-ЛП              | 1                  | 0                  | -                    | -                    | -                    | -             | -             | -             | 11     | 0      |        |
| 2016–17               | «Лумеццане»           | ЛП                    | 18        | 1         | КІ-ЛП              | 2                  | 0                  | -                    | -                    | -                    | -             | -             | -             | 20     | 1      |        |
| Усього за «Лумеццане» | Усього за «Лумеццане» | Усього за «Лумеццане» | 28        | 1         |                    | 3                  | 0                  |                      | -                    | -                    |               | -             | -             | 31     | 1      |        |
| 2017-січ. 2018        | «Сіракуза»            | C                     | 19        | 1         | КІ+КІ-C            | 0+0                | 0                  | -                    | -                    | -                    | -             | -             | -             | 19     | 1      |        |
| січ.-черв. 2018       | «Перуджа»             | B                     | 15+1      | 0         | КІ                 | 0                  | 0                  | -                    | -                    | -                    | -             | -             | -             | 16     | 0      |        |
| 2018–19               | «Сассуоло»            | A                     | 19        | 0         | КІ                 | 3                  | 0                  | -                    | -                    | -                    | -             | -             | -             | 22     | 0      |        |
| 2019-січ. 2020        | «Брешія»              | A                     | 2         | 0         | КІ                 | 1                  | 0                  | -                    | -                    | -                    | -             | -             | -             | 3      | 0      |        |
| січ.-черв. 2020       | «Сассуоло»            | A                     | 8         | 1         | КІ                 | 0                  | 0                  | -                    | -                    | -                    | -             | -             | -             | 8      | 1      |        |
| Усього за «Сассуоло»  | Усього за «Сассуоло»  | Усього за «Сассуоло»  | 27        | 1         |                    | 3                  | 0                  |                      | -                    | -                    |               | -             | -             | 30     | 1      |        |
| 2020–21               | «Верона»              | A                     | 25        | 0         | КІ                 | 1                  | 0                  | -                    | -                    | -                    | -             | -             | -             | 26     | 0      |        |
| 2021-січ. 2022        | «Верона»              | A                     | 14        | 0         | КІ                 | 1                  | 0                  | -                    | -                    | -                    | -             | -             | -             | 15     | 0      |        |
| Усього за «Верону»    | Усього за «Верону»    | Усього за «Верону»    | 39        | 0         |                    | 2                  | 0                  |                      | -                    | -                    |               | -             | -             | 41     | 0      |        |
| січ.-черв. 2022       | «Сампдорія»           | A                     | 3         | 0         | КІ                 | 1                  | 0                  | -                    | -                    | -                    | -             | -             | -             | 4      | 0      |        |
| Усього за кар'єру     | Усього за кар'єру     | Усього за кар'єру     | 160+1     | 5         |                    | 9                  | 0                  |                      | -                    | -                    |               | -             | -             | 170    | 5      |        |